# Бренево (Московская область)
Бренево — деревня в Лотошинском районе Московской области России.
Относится к Ошейкинскому сельскому поселению, до реформы 2006 года относилась к Кировскому сельскому округу.

## География
Расположена на левом берегу реки Озёрни, впадающей в Ламу, примерно в 10 км к востоку от районного центра — посёлка городского типа Лотошино, на ответвлении автодороги Р107 Клин — Лотошино. Ближайшие населённые пункты — деревни Круглово, Гаврилово, Чекчино и Плаксино.

## История
До 1929 года входила в состав Ошейкинской волости 2-го стана Волоколамского уезда Московской губернии.
По сведениям 1859 года в деревне было 55 дворов, находилось сельское правление, проживал 371 житель (191 мужчина и 180 женщин), по данным на 1890 год в деревне имелось земское училище, число душ мужского пола составляло 190, по материалам Всесоюзной переписи населения 1926 года проживало 428 человек (191 мужчина, 237 женщин), насчитывалось 77 крестьянских хозяйств, располагались школа и Бреневский сельсовет.
16 января 1942 года деревня была освобождена от немецко-фашистских войск силами 41-й отдельной стрелковой бригады. В Бреневе находится братская могила советских воинов, погибших в бою у деревни во время Великой Отечественной войны 1941—1945 гг.

## Население
| 1852 | 1859 | 1926 | 2002 | 2006 | 2010 |
| ---- | ---- | ---- | ---- | ---- | ---- |
| 375  | ↘371 | ↗428 | ↘13  | ↘5   | →5   |